# Каширский уезд
Каши́рский уе́зд — административно-территориальная единица в составе Московской и Тульской губерний Российской империи и РСФСР, существовавшая в 1727—1929 годах. Уездный город — Кашира.

## География
Уезд располагался на севере Тульской губернии, граничил с Московской и Рязанской губерниями. Площадь уезда составляла в 1897 году 1723,3 версты² (1961 км²), в 1926 году — 2098 км².

## История

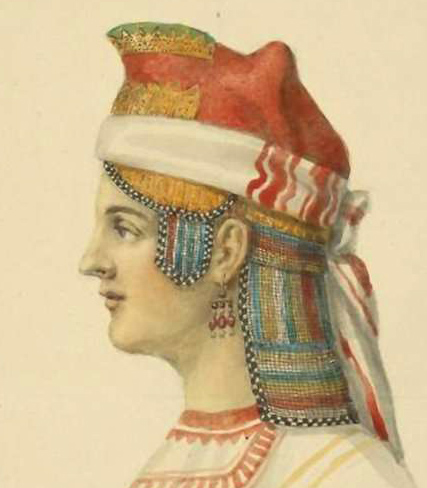
Фёдор Солнцев. Женский головной убор Каширского уезда. 1842 год

Каширский уезд известен с допетровских времён. В 1708 году уезд был упразднён, а город Кашира отнесён к Московской губернии. В 1719 году при разделении губерний на провинции отнесён к Московской провинции. В 1727 году уезд в составе Московской провинции был восстановлен.
В 1777 году уезд отнесён к Тульскому наместничеству, которое в 1796 году было преобразовано в Тульскую губернию.
10 мая 1923 года, на основании постановления Президиума ВЦИК от 27 апреля 1923 года, Каширский уезд Тульской губернии в составе 14 волостей передан в состав Московской губернии .
24 марта 1924 года из Серпуховского уезда в Каширский была передана Жилёвская волость, а из Каширского уезда в Серпуховский — Больше-Грызловская и Липицкая волости.
В 1929 году Каширский уезд был упразднён, его территория вошла в состав Каширского района Серпуховского округа Московской области.

## Административное деление
В 1890 году в состав уезда входило 14 волостей
| № п/п | Волость            | Волостное правление   | Число селений | Население |
| ----- | ------------------ | --------------------- | ------------- | --------- |
| 1     | Богатищевская      | с. Богатищево-Епишино | 34            | 5909      |
| 2     | Больше-Грызловская | с. Большое Грызлово   | 29            | 4765      |
| 3     | Захарьинская       | д. Поповка            | 36            | 6110      |
| 4     | Иваньковская       | с. Иваньково          | 25            | 4665      |
| 5     | Климовская         | с. Климовское         | 22            | 5261      |
| 6     | Козловская         | с. Козловка           | 22            | 3936      |
| 7     | Колтовская         | с. Стародуб           | 19            | 5923      |
| 8     | Кончинская         | д. Кончинка           | 34            | 5885      |
| 9     | Кутуковская        | с. Кутуково           | 19            | 4409      |
| 10    | Липицкая           | д. Липицы             | 20            | 4871      |
| 11    | Мокринская         | с. Знаменское         | 15            | 3383      |
| 12    | Ростовецкая        | с. Острога            | 28            | 6328      |
| 13    | Спас-Журавенская   | с. Спас-Журавна       | 21            | 5644      |
| 14    | Ямско-Слободская   | с. Стрелецкая Слобода | 33            | 6537      |

В 1913 году в уезде также было 14 волостей.
В 1926 году в уезде было 13 волостей:
- Богатищевская,
- Достоевская (центр — с. Спас-Журавна),
- Жилевская (центр — с. Шматово),
- Захарьинская,
- Иваньковская,
- Климовская,
- Козловская,
- Колтовская (центр — с. Стародуб),
- Кончинская,
- Кутуковская,
- Мокринская (центр — с. Знаменское),
- Ростовецкая (центр — с. Острога),
- Ямско-Слободская (центр — с. Стрелецкая Слобода).

## Население
По данным переписи 1897 года в уезде проживало 66 535 чел. В том числе русские — 99,9 %. В уездном городе Кашире проживало 4038 чел.
По итогам всесоюзной переписи населения 1926 года население уезда составило 94 392 человек, из них городское — 12 710 человек.

## Уездные предводители дворянства[5]
| Фамилия, Имя, Отчество              | Чин                              | Года      |
| ----------------------------------- | -------------------------------- | --------- |
| Юшков Александр Петрович            | Коллежский асессор               | 1777-1780 |
| Вадбольский Пётр Сергеевич (князь)  | Майор                            | 1780-1786 |
| Щепотьев Алексей Матвеевич          | Гвардии капитан-поручик          | 1786-1789 |
| Вадбольский Пётр Сергеевич (князь)  | Майор                            | 1789-1791 |
| Маслов Яков Михайлович              | Премьер-майор                    | 1791-1792 |
| Вадбольский Пётр Сергеевич (князь)  | Майор                            | 1792-1795 |
| Аничков Иван Петрович               | Бригадир                         | 1795-1798 |
| Лихарев Никита Андреевич            | Надворный советник               | 1798-1809 |
| Раевский Иван Евграфович            | Гвардии капитан                  | 1809-1814 |
| Ильин Василий Петрович              | Поручик                          | 1814-1815 |
| Лихарев Никита Андреевич            | Надворный советник               | 1815-1829 |
| Сомов Николай Григорьевич           | Полковник                        | 1829-1831 |
| Ладыженский Николай Алексеевич      | Надворный советник               | 1831-1832 |
| Ильин Капитон Николаевич            | Поручик                          | 1832-1838 |
| Лихарев Александр Николаевич        | Штабс-ротмистр                   | 1838-1844 |
| Норов Владимир Андреевич            | Статский советник                | 1844-1846 |
| Дохтуров Сергей Дмитриевич          | Надворный советник               | 1846-1849 |
| Лихарев Александр Николаевич        | Штабс-ротмистр                   | 1849-1858 |
| Норов Владимир Андреевич            | Статский советник                | 1858-1861 |
| Волоцкой Сергей Алексеевич          | Полковник                        | 1861-1867 |
| Евдокимов Александр Иванович        | Действительный статский советник | 1867-1882 |
| Барановский Александр Александрович | Поручик                          | 1882      |
| Коптев Иван Васильевич              | Статский советник                | 1882-1891 |
| Чаплыгин Александр Арсеньевич       | Артиллерии поручик               | 1891-1894 |
| Ильин Дмитрий Васильевич            | Полковник                        | 1894-1897 |
| Глебов Владимир Петрович            | Действительный статский советник | 1897-1900 |
| Татаринов Василий Васильевич        | Статский советник                | 1900-     |